# Sztefan Bozskov
Sztefan Bozskov, bolgárul: Стефан Божилов Стефанов (Szófia, 1923. szeptember 20. – 2014. február 1.) olimpiai bronzérmes válogatott bolgár labdarúgó, fedezet, majd edző. Az 1968-as mexikóvárosi olimpián ezüstérmet szerzett válogatott szövetségi kapitánya.

## Pályafutása

### Klubcsapatban
1938-ban a Szportiszt Szofija csapatában kezdte a labdarúgást. 1947–48-ban a csehszlovák SK Kladno együttesében játszott. 1948 és 1960 között tíz bolgári bajnoki címet szerzett a CSZKA Szofija csapatával.

### A válogatottban
1946 és 1958 között 53 alkalommal szerepelt a bolgár válogatottban és négy gólt szerzett. Tagja volt az 1956-os melbournei olimpián bronzérmet szerzett csapatnak.

## Sikerei, díjai

### Játékosként
Bulgária
- Olimpiai játékok
  - bronzérmes: 1956, Melbourne

 CSZKA Szofija
- Bolgár bajnokság
  - bajnok (10): 1948, 1951, 1952, 1954, 1955, 1956, 1957, 1958, 1958–59, 1959–60

### Edzőként
Bulgária
- Olimpiai játékok
  - ezüstérmes: 1968, Mexikóváros